# Odcinkowy pomiar prędkości
Odcinkowy pomiar prędkości (w skrócie OPP) – system służący do rejestrowania przekroczenia dopuszczalnej prędkości pojazdów na kontrolowanym odcinku drogi. W przeciwieństwie do fotoradaru, nie mierzy prędkości w kontrolowanym punkcie, ale sprawdza średnią prędkość na wyznaczonym odcinku. Na początku i końcu kontrolowanego odcinka ustawione są aparaty fotograficzne lub kamery rejestrujące wszystkie pojazdy. System automatycznie odczytuje numery rejestracyjne i oblicza czas przejazdu pomiędzy sprawdzanymi punktami. Na jego podstawie obliczana jest średnia prędkość. Jeśli jest wyższa od dozwolonej, kierowca otrzymuje mandat na takiej samej zasadzie jak w przypadku zdjęcia z fotoradaru. System jest o tyle skuteczny, że działa przez całą dobę i bez względu na warunki pogodowe – jeśli widoczność jest ograniczona, kamery namierzają auto za pomocą podczerwieni.

## OPP w Polsce

Polski znak drogowy informacyjny D-51: automatyczna kontrola średniej prędkości

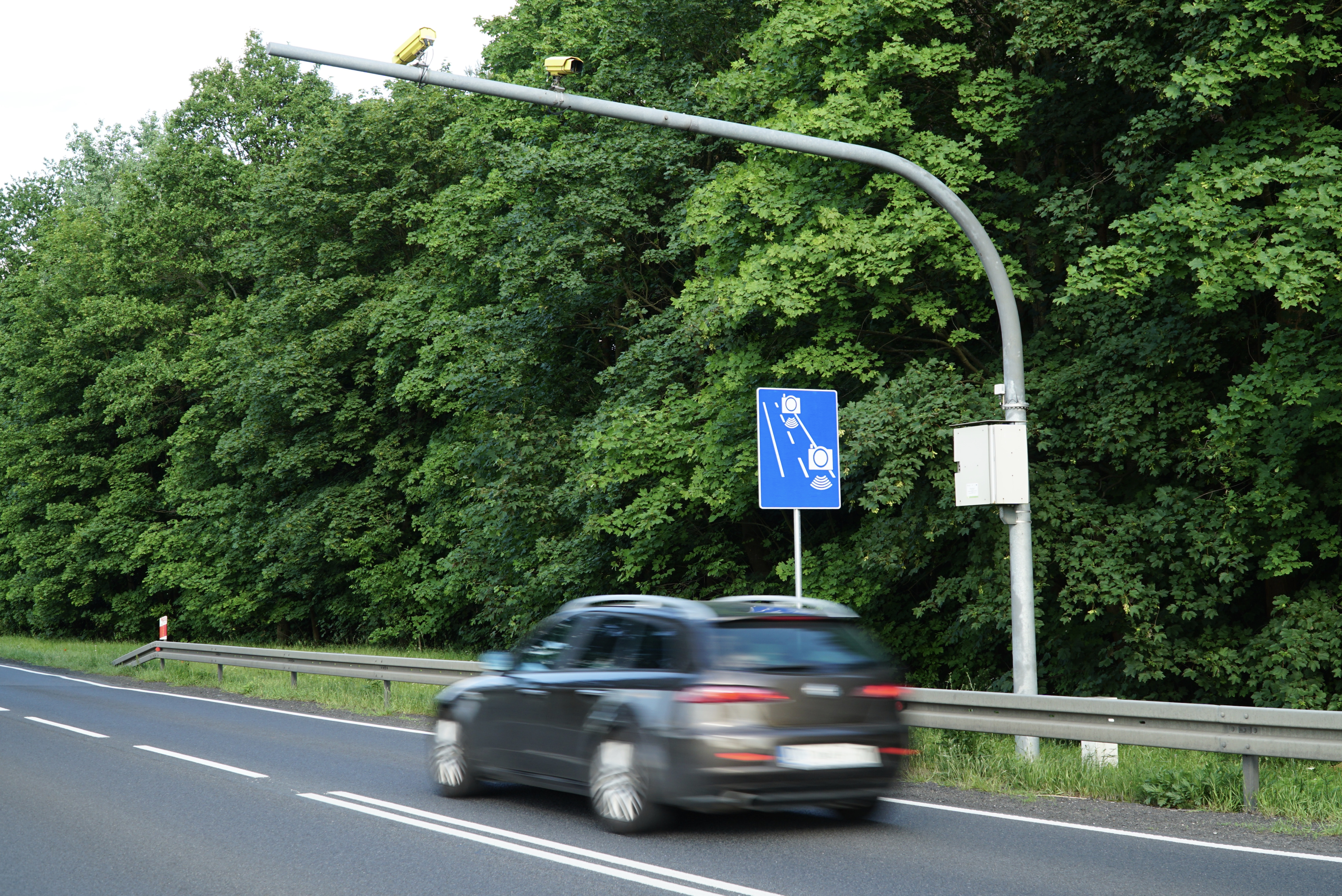
OPP pod Poznaniem

Pierwszy OPP w Polsce został zamontowany pod koniec kwietnia 2011 na odcinku autostrady A1 z Rusocina do Nowych Marz, na potrzeby zarządcy drogi - GTC SA i w związku z drugą edycją Narodowego Eksperymentu Bezpieczeństwa. Działał od 22 do 30 czerwca 2011 na odcinku o długości około 16 km, pomiędzy Swarożynem i Pelplinem, gdzie zdarzało się najwięcej wypadków. Średnia prędkość pojazdów i ich numery rejestracyjne były rejestrowane za pomocą sprzętu udostępnionego przez Generalną Dyrekcję Dróg Krajowych i Autostrad.

Wykaz OPP na autostradach i drogach ekspresowych w Polsce

Stworzenie w Polsce właściwego odcinkowego pomiaru prędkości było częścią jednego z zadań projektu pod nazwą „Budowa centralnego systemu automatycznego nadzoru nad ruchem drogowym”, współfinansowanego ze środków Europejskiego Funduszu Rozwoju Regionalnego w ramach Programu Operacyjnego Infrastruktura i Środowisko. Umowę na realizację projektu podpisano 31 grudnia 2012. Jest on prowadzony przez CANARD na 30 odcinkach dróg krajowych, wojewódzkich, drogach ekspresowych i autostradach, we wskazaniu których wzięli udział specjaliści z Politechniki Gdańskiej oraz Politechniki Krakowskiej. Brali oni pod uwagę miejsca szczególnie niebezpieczne, w których możliwe jest ustawienie bramownic i prowadzenie pomiaru na odcinkach bez dróg dojazdowych czy skrzyżowań. Lokalizacja takich urządzeń poprzedzona była analizą stanu bezpieczeństwa na danym odcinku, uwzględniającą m.in. charakterystykę drogi, średnie natężenie ruchu, warunki widoczności na drodze, a także obecność obiektów użyteczności publicznej, takich jak szkoły, przedszkola, obiekty kultu religijnego. Taki pomiar będzie stosowany na najbardziej niebezpiecznych odcinkach dróg, gdzie dochodzi do tragicznych zdarzeń drogowych, a także gdzie piesi są szczególnie narażeni na niebezpieczeństwo, np. w obszarze zabudowanym w okolicach szkoły, przystanku autobusowego czy boiska. W szczególności odcinkowy pomiar prędkości znajdzie zastosowanie na odcinkach dróg krętych, będących w remoncie, w tunelach i na mostach. Termin wprowadzania odcinkowego pomiaru prędkości był kilkukrotnie przekładany. Podczas tworzenia systemu pojawiły się opinie, że jego uruchomienie może się okazać niezgodne z prawem. OPP na pierwszych 3 odcinkach dróg został uruchomiony 19 listopada 2015. Według rozporządzenia, długość pojedynczego odcinka w obszarze zabudowanym nie może być dłuższa niż 10 km, zaś poza obszarem zabudowanym nie dłuższa niż 20 km. Urządzenia są poprzedzone znakiem D-51 „Automatyczna kontrola prędkości”. Urządzenia nie rejestrują przekroczeń dopuszczalnych prędkości do 10 km/h.

### Wykaz odcinków
| Nr drogi i pikietaż  | Długość OPP        | Prędkość | Obszar zabudowany | Data uruchomienia | Miejscowość lub miejscowości                                             | Gmina                       | Powiat                                             | Województwo         |
| -------------------- | ------------------ | -------- | ----------------- | ----------------- | ------------------------------------------------------------------------ | --------------------------- | -------------------------------------------------- | ------------------- |
| A1                   | 11 979 m           |          |                   | listopad 2024     | węzeł Nowy Ciechocinek - MOP Kałęczynek (kujawsko-pomorskie)             | Aleksandrów Kujawski        | aleksandrowski                                     | kujawsko-pomorskie  |
| A2                   |                    |          |                   | luty 2024         | Poznań, Luboń (węzeł Poznań Komorniki – węzeł Poznań Krzesiny)           | miasto Poznań, miasto Luboń | miasto na prawach powiatu Poznań, powiat poznański | wielkopolskie       |
| A4                   | 8095 m             |          |                   |                   | Kostomłoty                                                               | Kostomłoty                  | średzki                                            | dolnośląskie        |
| S2                   | 2533 m oraz 2520 m |          |                   | 20.12.2021        | Warszawa (tunel pod Ursynowem)                                           |                             |                                                    | mazowieckie         |
| S7 26+50 - 24+10     | 2040 oraz 2042     |          |                   |                   | Skomielna Biała (tunel na Zakopiance)                                    | Lubień                      | myślenicki                                         | małopolskie         |
| S7                   | 14053 oraz 14061 m |          |                   |                   | Falęcice                                                                 | Promna                      | białobrzeski                                       | mazowieckie         |
| S8                   | 2955 m             |          |                   |                   | Blizne Łaszczyńskiego                                                    | Stare Babice                | warszawski zachodni                                | mazowieckie         |
| S8                   | 4041 m             |          |                   |                   | Warszawa ul. Łabiszyńska                                                 |                             | Warszawa oraz wołomiński                           | mazowieckie         |
| S11                  | b.d.               |          |                   | 2024              | Swadzim – Zakrzewo (węzeł Poznań Tarnowo Podgórne – węzeł Poznań Ławica) | Tarnowo Podgórne, Dopiewo   | poznański                                          | wielkopolskie       |
| 9                    | 2524 oraz 2525 m   |          |                   |                   | Kolbuszowa Górna                                                         | Kolbuszowa                  | kolbuszowski                                       | podkarpackie        |
| 11                   | 992 oraz 993 m     |          |                   |                   | Tarnowskie Góry                                                          |                             | tarnogórski                                        | śląskie             |
| 12                   | [ 11 ]             |          |                   |                   | Szlichtyngowa                                                            | Szlichtyngowa               | wschowski                                          | lubuskie            |
| 16                   | 5026 oraz 5022 m   |          |                   |                   | Gietrzwałd                                                               | Grunwald                    | ostródzki                                          | warmińsko-mazurskie |
| 19 70+378 - 74+230   | 3835 m             |          |                   | 19 listopada 2015 | Zwierki - Zabłudów                                                       | Zabłudów                    | białostocki                                        | podlaskie           |
| 19                   | 1392 m             |          |                   |                   | Iskrzynia                                                                | Korczyna                    | krośnieński                                        | podkarpackie        |
| 32                   | 2995 m             |          |                   |                   | Sulechów                                                                 | Sulechów                    | zielonogórski                                      | lubuskie            |
| 50                   | 2760 m             |          |                   |                   | Regut                                                                    | Celestynów                  |                                                    | mazowieckie         |
| 50                   | 2847 m             |          |                   |                   | Sochaczew                                                                | Sochaczew                   | sochaczewski                                       | mazowieckie         |
| 50                   | 2648 oraz 2650 m   |          |                   |                   | Strachówka                                                               | Strachówka                  | wołomiński                                         | mazowieckie         |
| 59 45+310 - 50+910   | 5619 oraz 5612     |          |                   |                   | Piecki                                                                   | Piecki                      | mrągowski                                          | warmińsko-mazurskie |
| 60                   | 1800 m             |          |                   | 4 grudnia 2015    | Karniewo                                                                 | Karniewo                    | makowski                                           | mazowieckie         |
| 72                   | 3279 oraz 3276 m   |          |                   |                   | Złota                                                                    | Głuchów                     | skierniewicki                                      | łódzkie             |
| 78                   | 848 m              |          |                   |                   | Gorzyce                                                                  | Gorzyce                     | wodzisławski                                       | śląskie             |
| 78                   | 2200 m             |          |                   |                   | Wilcza                                                                   | Pilchowice                  | gliwicki                                           | śląskie             |
| 82                   | 2900 m             |          |                   | 19 listopada 2015 | Łuszczów                                                                 | Wólka                       | lubelski                                           | lubelskie           |
| 82                   | 3891m              |          |                   |                   | Łęczna                                                                   | Łęczna                      | łęczyński                                          | lubelskie           |
| 82                   | 2878 oraz 2881 m   |          |                   |                   | Łuszczów Pierwszy                                                        | Wólka                       | lubelski                                           | lubelskie           |
| 92 496+450 - 497+946 | 1505 m             |          |                   |                   | Sulejówek                                                                |                             | miński                                             | mazowieckie         |
| 93                   | 2485 i 2480 m      |          |                   | 30 czerwca 2023   | Świnoujście (tunel pod Świną)                                            | Świnoujście                 |                                                    | zachodniopomorskie  |
| 94                   | 2161 m             |          |                   |                   | Lewin Brzeski                                                            | Lewin Brzeski               | brzeski                                            | opolskie            |
| 94                   | 4381 oraz 4393     |          |                   |                   | Tarnów                                                                   | Tarnów                      | tarnowski                                          | małopolskie         |
| 216 3+450 - 1+800    | 1642 oraz 1648 m   |          |                   |                   | Reda                                                                     |                             | wejherowski                                        | pomorskie           |
| 871                  | 6520 oraz 6518 m   |          |                   |                   | Jamnica                                                                  | Grębów                      | tarnobrzeski                                       | podkarpackie        |

## OPP na świecie
- Holandia – Trajectcontrole (pierwszy tego typu system na świecie)
- Belgia – Trajectcontrole
- Francja – Radar tronçon
- Szwajcaria – Abschnittskontrolle
- Austria – Section-Control
- Niemcy – Section-Control
- Włochy – SICVE (Sistema informativo per il controllo della velocità)
- Wielka Brytania – SPECS (Speed Check Services)
- Australia – Safe-T-Cam

### Wykaz OPP na świecie
| kraj    | jednostka administracyjna niższego szczebla | położenie            | droga i pikietaż | prędkość | kierunek      | źródło | data uruchomienia | uwagi                          |
| ------- | ------------------------------------------- | -------------------- | ---------------- | -------- | ------------- | --- | ----------------- | ------------------------------ |
| Austria | Dolna Austria                               | przełęcz Wechsel     | 73,0 – 67,0      |          | Wiedeń        | 'Verordnung des Bundesministers für Verkehr, Innovation und Technologie über die Verwendung eines automatischen Geschwindigkeitsmesssystems auf einem Abschnitt der A 2 Süd Autobahn (Section Control-Messstreckenverordnung Wechselabschnitt 2015)' [PDF] [online], Bundesgesetzblatt für die Republik Österreich, Teil II, Nummer 307, Jahrgang 2015 [dostęp 2025-02-17] (niem.).            | 2015              |                                |
| Austria | Karyntia                                    | tunel Ehrentalerberg | 317,1 – 320,6    | 100 km/h | w obie strony | 'Verordnung der Bundesministerin für Verkehr, Innovation und Technologie über eine abschnittsbezogene Geschwindigkeitsüberwachung auf einem Abschnitt der A 2 Süd Autobahn (Section Control-Messstreckenverordnung Ehrentalerbergtunnel 2013)' [PDF] [online], Bundesgesetzblatt für die Republik Österreich, Teil II, Nummer 339, Jahrgang 2013 [dostęp 2025-02-17] (niem.).                  | 2013              |                                |
| Austria | Górna Austria                               | Hummelhof            | 4,5 – 7,0        | –        | w obie strony | 'Verordnung des Bundesministers für Verkehr, Innovation und Technologie über eine abschnittsbezogene Geschwindigkeitsüberwachung 2014 im Bereich des Knotens Linz>Hummelhof der A 7 Mühlkreis Autobahn (Section Control-Messstreckenverordnung Hummelhof 2014)' [PDF] [online], Bundesgesetzblatt für die Republik Österreich, Teil II, Nummer 287, Jahrgang 2014 [dostęp 2025-02-17] (niem.). | 2014              | z uwzględnieniem łącznic węzła |
| Niemcy  | Dolna Saksonia                              | Gleidingen - Laatzen |                  |          |               | |                   |                                |
| Francja | Alpy Wysokie                                |                      |                  |          |               | |                   |                                |
| Francja | Doubs                                       | Besançon             |                  |          |               | |                   |                                |
| Belgia  | Liège                                       | w obie strony        |                  |          |               | |                   |                                |